# Б-92
Б-92 — советская большая дизель-электрическая подводная лодка с баллистическими ракетами, головной корабль проекта 629.

## История
Б-92 заложена 14 октября 1957 года на ССЗ № 402 в г. Северодвинске как головная большая ПЛ проекта 629. 16 сентября 1958 года спущена на воду, временно включена в состав 339 обсрпл БелВМБ (г. Северодвинск). В ноябре 1959 года начаты испытательные пуски баллистических ракет Р-13 комплекса Д-2. 29 декабря 1959 — подписан акт, вступила в строй. 5 февраля 1960 года включена в состав 140-й отдельной бригады подводных лодок Северного флота, базировалась на губу Оленья.
16 июня 1960 года переклассифицирована в крейсерскую ПЛ, присвоен номер К-96. В 1963 году выполнила автономное плавание для проведения транспортных испытаний ракетного комплекса, неся на борту полностью снаряженные БР. В июле 1964 года приняла участие в параде в честь Дня ВМФ в Кольском заливе. В 1965 году приняла участие в учении «Печора». 20 мая 1966 года переклассифицирована в большую ПЛ с прежним тактическим номером.

Схема проекта 629А с ракетным комплексом Д-4

С 29 ноября 1967 по 19 декабря 1969 года прошла модернизацию по проекту 629А на СРЗ «Звёздочка» в Северодвинске. 7 января 1970 года отнесена к проекту 629А. С марта по август 1972 года выполнила боевую службу в северо-восточной Атлантике.
В сентябре 1976 года совместно с К-142 проекта 629Б выполнила надводный межфлотский переход вокруг Скандинавии с Северного флота из губы Оленья на Балтийский флот в Лиепаю (старший группы ПЛ — командир 16 дипл кап. 1 р. Анохин Р. А.). 25 июля 1977 года присвоен номер Б-96. С 25 августа по 24 октября 1979 года выполнила боевую службу в Балтийском море. С 15 апреля по 13 июня 1980 года выполнила боевую службу в Балтийском море.
1 октября 1988 года по условиям советско-американского договора «ОСВ-1» исключена из состава ВМФ в связи со сдачей в ОФИ для демонтажа и реализации. 1 октября 1989 года расформирован экипаж. Отбуксирована в Военную гавань п. Лиепаи и поставлена на отстой у 16 пирса. Летом 1994, при выводе сил БФ с территории Латвии, оставлена в полузатопленном состоянии в Военной гавани п. Лиепая. В июне-августе 1997 года поднята латвийской компанией «Oprons Shipping» по заказу немецкой фирмы «BMG».

## Командиры
- Радушкевич Р. Б.;
- Вязаничев А.;
- Ткаченко А. Д.;
- Абрамов К. К.;
- Григорович С. Н.;
- Денисенков В. А.;
- Полозов В. И.;
- Шкабара С. С..